# Raptrix westwoodi
Raptrix westwoodi är en bönsyrseart som beskrevs av Henri Saussure och Leo Zehntner 1894. Raptrix westwoodi ingår i släktet Raptrix och familjen Acanthopidae. Inga underarter finns listade i Catalogue of Life.